# Ampelocissus tomentosa
Ampelocissus tomentosa är en vinväxtart som först beskrevs av Heyne och Albrecht Wilhelm Roth, och fick sitt nu gällande namn av Jules Émile Planchon. Ampelocissus tomentosa ingår i släktet Ampelocissus och familjen vinväxter. Inga underarter finns listade i Catalogue of Life.